# Quadra (álbum de Asia)
Quadra es un álbum recopilatorio de la banda británica de rock progresivo Asia y fue publicado en 2001. Este compilado de cuatro discos fue relanzado en múltiples ocasiones, en 2002, 2003, 2004 y 2008.
Quadra es una compilación compuesta de cuatro discos, que contienen tres grabaciones de conciertos que se efectuaron en 1982, 1983 y 1990, los cuales son parte de los archivos personales del baterista Carl Palmer.
En el disco uno, se encuentra la grabación de una presentación que realizó la banda en el Stanley Theatre, en Pittsburgh, Pensilvania, el 4 de abril de 1982, los discos dos y tres comprenden todo un concierto completo que fue efectuado en The Centrum, Worcester, Massachusetts, el 22 de agosto de 1983, en los cuales tocaron los miembros originales de la banda (Wetton, Downes, Palmer y Howe). En el disco cuatro se incluye una presentación que fue grabada en vivo en el Frankfurt Music Hall, en Fráncfort, Alemania el 13 de diciembre de 1990.  En este concierto, Pat Thrall fue quien tocó la guitarra, ya que Steve Howe abandonó la banda para reintegrarse a Yes.
Este álbum recopilatorio incluye además un folleto de que contiene una entrevista exclusiva con Carl Palmer y fotografías inéditas de la banda.

## Lista de canciones

### Disco uno
| Side one |                                                    |                          |          |  |
| N.º      | Título                                             | Escritor(es)             | Duración |  |
| 1.       | «Without You»                                      | John Wetton / Steve Howe | 5:19     |  |
| 2.       | «Ancient/Steve Howe Acoustic Solo»                 | Wetton / Geoff Downes    | 4:09     |  |
| 3.       | «Clap»                                             | Steve Howe               | 4:26     |  |
| 4.       | «Midnight Sun»                                     | Wetton / Downes          | 6:56     |  |
| 5.       | «Only Time Will Tell»                              | Wetton / Downes          | 5:20     |  |
| 6.       | «The Smile Has Left Your Eyes»                     | John Wetton              | 3:17     |  |
| 7.       | «Cutting It Fine»                                  | Wetton / Downes / Howe   | 5:49     |  |
| 8.       | «Geoff Downes Keyboard Solo»                       |                          | 3.35     |  |
| 9.       | «Wildest Dreams»                                   | Wetton / Downes          | 5:54     |  |
| 10.      | «Here Comes the Feeling (con solo de Carl Palmer)» | Wetton / Howe            | 12:53    |  |
| 11.      | «Sole Survivor»                                    | Wetton / Downes          | 8:40     |  |
| 12.      | «The Man with the Golden Arm»                      | Elmer Bernstein          | 3:16     |  |
| 13.      | «Heat of the Moment»                               | Wetton / Downes          | 6:50     |  |

### Disco dos
| Side one |                                       |                                      |          |  |
| N.º      | Título                                | Escritor(es)                         | Duración |  |
| 1.       | «Wildest Dreams»                      | Wetton / Downes                      | 5:36     |  |
| 2.       | «Time Again»                          | Wetton / Downes / Carl Palmer / Howe | 5:38     |  |
| 3.       | «The Heat Goes On»                    | Wetton / Downes                      | 4:56     |  |
| 4.       | «Eye to Eye»                          | Wetton / Downes                      | 3:26     |  |
| 5.       | «Only Time Will Tell»                 | Wetton / Downes                      | 5:27     |  |
| 6.       | «Geoff Downes Keyboard Solo»          |                                      | 3:35     |  |
| 7.       | «Beginnings/Steve Howe Acoustic Solo» | Steve Howe                           | 5:12     |  |
| 8.       | «Valley of Rocks»                     | Steve Howe                           | 3:30     |  |
| 9.       | «Clap»                                | Steve Howe                           | 7:23     |  |
| 10.      | «Midnight Sun»                        | Wetton / Downes                      | 3:48     |  |

### Disco tres
| Side one |                                |                 |          |  |
| N.º      | Título                         | Escritor(es)    | Duración |  |
| 1.       | «Don't Cry»                    | Wetton / Downes | 4:53     |  |
| 2.       | «The Last to Know»             | Wetton / Downes | 5:01     |  |
| 3.       | «Open Your Eyes»               | Wetton / Downes | 7:33     |  |
| 4.       | «The Smile Has Left Your Eyes» | John Wetton     | 3:24     |  |
| 5.       | «Here Comes the Feeling»       | Wetton / Downes | 4:54     |  |
| 6.       | «Carl Palmer Drum Solo»        |                 | 10:42    |  |
| 7.       | «Sole Survivor»                | Wetton / Downes | 7:27     |  |
| 8.       | «Heat of the Moment»           | Wetton / Downes | 7:12     |  |

### Disco cuatro
| Side one |                                                                           |                 |          |  |
| N.º      | Título                                                                    | Escritor(es)    | Duración |  |
| 1.       | «Opening (Intro)»                                                         |                 | 0:34     |  |
| 2.       | «Wildest Dreams»                                                          | Wetton / Downes | 5:27     |  |
| 3.       | «Sole Survivor»                                                           | Wetton / Downes | 6:45     |  |
| 4.       | «Geoff Downes Keyboard Solo: Cutting It Fine/Video Killed the Radio Star» | Wetton / Downes | 8:01     |  |
| 5.       | «Only Time Will Tell»                                                     | Wetton / Downes | 5:20     |  |
| 6.       | «Rendezvous»                                                              | Wetton / Downes | 3:33     |  |
| 7.       | «The Smile Has Left Your Eyes»                                            | John Wetton     | 5:23     |  |
| 8.       | «The Heat Goes On»                                                        | Wetton / Downes | 4:42     |  |
| 9.       | «Drum Solo»                                                               |                 | 7:31     |  |
| 10.      | «Heat of the Moment»                                                      | Wetton / Downes | 7:49     |  |

## Formación
- John Wetton — voz principal y bajo
- Geoff Downes — teclados
- Carl Palmer — batería
- Steve Howe — guitarra acústica y guitarra eléctrica (en los discos uno, dos y tres)
- Pat Thrall — guitarra (en el disco cuatro)